# 布鲁凯尔克
布鲁凯尔克（法語：Brouckerque，法語發音：[bʁukɛʁk]）是法国上法兰西大区北部省的一个市镇，位于该省西部，属于敦刻尔克区。

## 地理
布鲁凯尔克（50°57'14"N, 2°17'31"E）面积11.91 平方千米，位于法国上法蘭西大區北部省，该省份为法国最北部的省份及最长的省份，西北濒北海，西接加来海峡省，南至埃纳省和索姆省，东与比利时接壤。
与布鲁凯尔克接壤的市镇（或旧市镇、城区）包括：大桑特、斯皮凯尔、布尔堡、克赖维克、洛贝格、洛恩普拉日、皮加姆。

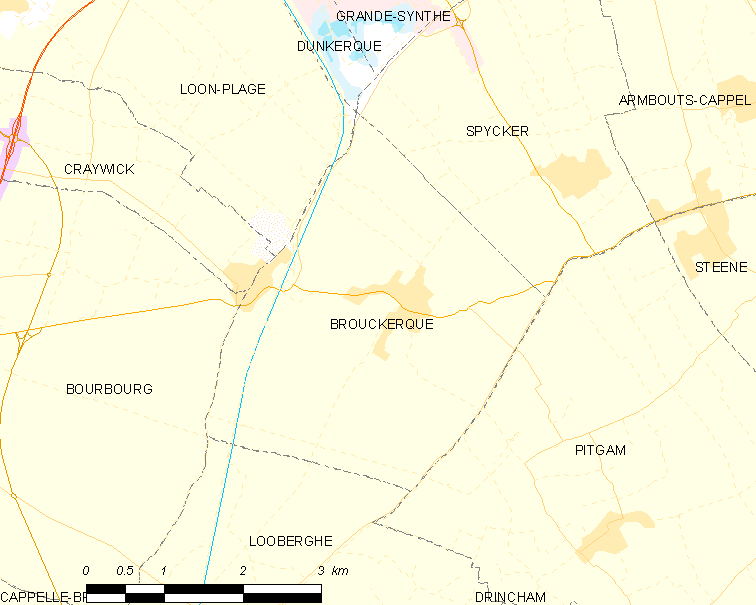
布鲁凯尔克的OSM定位图

布鲁凯尔克的时区为UTC+01:00、UTC+02:00（夏令时）。

## 行政
布鲁凯尔克的邮政编码为59630，INSEE市镇编码为59110。

## 政治
布鲁凯尔克所属的省级选区为大桑特县。

## 人口

1962-2008年间布鲁凯尔克人口变化图示

布鲁凯尔克于2022年1月1日时的人口数量为1454人。